# Rodolfo Kappenberger
Rodolfo Kappenberger o Rudolf Kappenberger (Lugano, 6 ottobre 1917 – 11 maggio 2012) è stato un calciatore svizzero, di ruolo centrocampista o attaccante.

## Carriera

### Club
Ala sinistra, in carriera ha vinto un titolo svizzero (1941) con la maglia del Lugano e una coppa nazionale (1947) con la casacca del Basilea. Nella città della Svizzera tedesca ha svolto la professione di dentista.

### Nazionale
Esordisce nel 1940. Due anni più tardi, dopo aver segnato 5 reti in 7 incontri amichevoli, non è più convocato dalla Nazionale svizzera.

## Palmarès

### Club

#### Competizioni nazionali
- Campionato svizzero: 1

Lugano: 1940-1941
- Coppa Svizzera: 1

Basilea: 1946-1947